# Československá hokejová liga 1937/1938
 2. ročník československé hokejové ligy 1937/38 se hrál pod názvem Státní liga.

## Herní systém
14 účastníků hrálo ve dvou skupinách po 7 účastnících. Původní herní systém byl stanoven jako jednokolový každý s každým (viz níže). Vítězové skupin sehráli finále na jedno utkání.

## Pořadí

### Skupina A
| Poř. | Tým                | Zápasy | Výhry | Remízy | Porážky | Skóre | Body |
| ---- | ------------------ | ------ | ----- | ------ | ------- | ----- | ---- |
| 1.   | LTC Praha          | 5      | 5     | 0      | 0       | 33:1  | 10   |
| 2.   | I. ČLTK Praha      | 6      | 4     | 1      | 1       | 24:12 | 9    |
| 3.   | HOVS Praha         | 5      | 2     | 2      | 1       | 12:11 | 6    |
| 4.   | SK Písek           | 6      | 2     | 1      | 3       | 8:14  | 5    |
| 5.   | ČSK Vítkovice      | 5      | 1     | 1      | 3       | 2:14  | 3    |
| 6.   | BK Mladá Boleslav  | 5      | 1     | 0      | 4       | 6:17  | 2    |
| 7.   | Troppauer EV Opava | 4      | 0     | 1      | 3       | 0:16  | 1    |

### Skupina B
| Poř. | Tým                         | Zápasy | Výhry | Remízy | Porážky | Skóre | Body |
| ---- | --------------------------- | ------ | ----- | ------ | ------- | ----- | ---- |
| 1.   | AC Sparta Praha             | 4      | 4     | 0      | 0       | 24:3  | 8    |
| 2.   | HC Tatry Poprad             | 5      | 4     | 0      | 1       | 16:3  | 8    |
| 3.   | DFK Komotau                 | 4      | 2     | 0      | 2       | 10:10 | 4    |
| 4.   | DSK Třebíč                  | 4      | 1     | 1      | 2       | 8:13  | 3    |
| 5.   | VŠ Bratislava               | 2      | 1     | 0      | 1       | 4:5   | 2    |
| 6.   | AC Stadion České Budějovice | 4      | 0     | 1      | 3       | 3:17  | 1    |
| 7.   | LTC Pardubice               | 3      | 0     | 0      | 3       | 1:15  | 0    |

## Finále
- LTC Praha - AC Sparta Praha 5:1

## Nejlepší střelci
- Mike Buckna (LTC Praha) – 14 gólů
- Josef Maleček (LTC Praha) – 10 gólů
- Jaroslav Drobný (I. ČLTK Praha) – 9 gólů
- Oldřich Hurych (AC Sparta Praha) – 9 gólů
- Drahoš Jirotka (AC Sparta Praha) – 9 gólů
- Wilhelm Heinz (DFK Komotau) – 7 gólů

## Zajímavosti
- Pouze I. ČLTK Praha a SK Písek sehrály ve skupině plný počet 6 utkání. Skupiny nebyly dohrány, jakmile se rozhodlo o jejich vítězích. Například mužstvo VŠ Bratislava tak v tomto ročníku sehrálo pouhá 2 ligová utkání.
- za VŠ Bratislava nastupoval i pozdější český filmař a herec Bohumil Šmída[1]
- Nejen pro nepřízeň počasí, ale i vinou nekázně některých účastníků nebyla sehrána řada utkání.
- Ročník 1938/39 nebyl vlivem politických událostí v Československu sehrán jako celostátní liga, hrálo se pouze na úrovni župních mistrovství. Mistrem republiky byl vyhlášen vítěz středočeské župy LTC Praha. Tato sezóna není oficiálně považována za ročník československé hokejové ligy.